# Charles Sumner
Charles Sumner (Boston, 1811. január 6. – Washington, 1874. március 11.) az Amerikai Egyesült Államok Massachusetts államának szenátora.